# Georg Benjamin
Georg Benjamin (10. September 1895 in Berlin – 26. August 1942 im KZ Mauthausen) war ein deutscher Kinderarzt und Widerstandskämpfer gegen den Nationalsozialismus. Er war der Bruder des Philosophen Walter Benjamin und der Nationalökonomin Dora Benjamin.

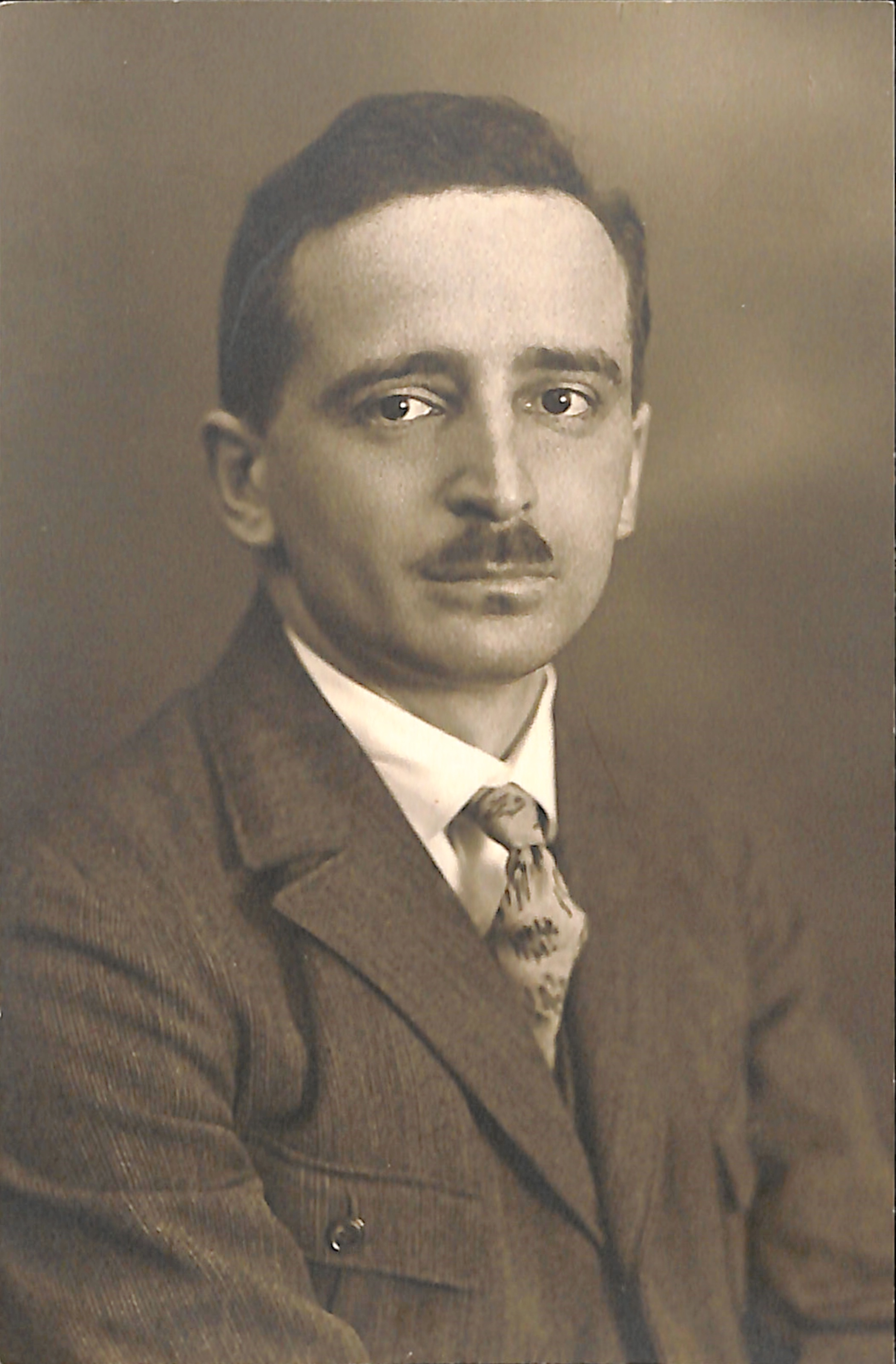
Georg Benjamin im Jahr 1926

## Leben und Tod
Benjamin stammte aus einer begüterten assimilierten jüdischen Familie. Er besuchte das Grunewald-Gymnasium in Berlin und begann 1914 in Genf ein Mathematikstudium, meldete sich dann jedoch freiwillig zum Kriegsdienst. Nach seiner zweiten Verwundung im Ersten Weltkrieg studierte er ab dem Sommersemester 1918 Chemie, Physik und Medizin in Berlin, anschließend Medizin in Marburg und wieder Berlin. Er schloss sich der Sozialen Arbeitsgemeinschaft an, einer losen Verbindung von Studenten und Arbeitern, und zog 1921 für einige Zeit in das Ledigenheim Berlin-Wedding in der Schönstedtstraße, um die Lebensbedingungen lediger Männer im Berliner Arbeiterbezirk Wedding kennenzulernen. Im Mai 1922 bestand er an der Friedrich-Wilhelms-Universität Berlin das Staatsexamen und wurde Ende des Jahres bei dem Sozialhygieniker Alfred Grotjahn mit einer Schrift Über Ledigenheime promoviert. 1923 legte er an der Sozialhygienischen Akademie in Berlin-Charlottenburg die Facharztprüfung ab.

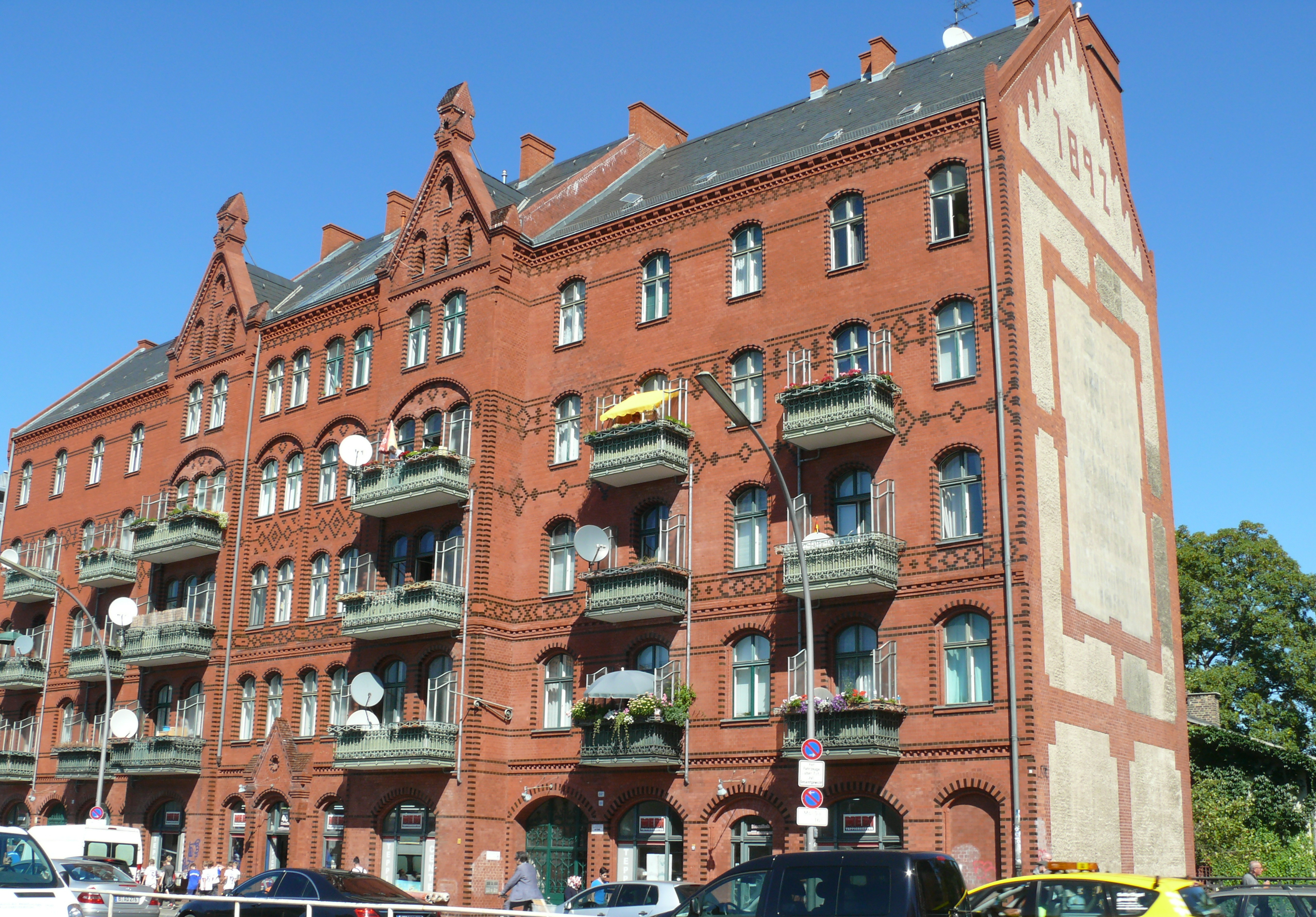
Haus Badstraße 40, Wirkungsstätte Benjamins

Benjamins praktische Arbeit in der Medizin begann mit der Übernahme einer Assistenzarztstelle in der Säuglingsfürsorgeabteilung des Bezirks Wedding. Ab September 1924 arbeitete er zunächst aushilfsweise, nach einer sechsmonatigen Probezeit als amtlicher Schul- und Kinderarzt des Bezirks Wedding. In dieser Funktion unterhielt er ein Arztzimmer in der weltlichen Sammelschule in der Pankstraße im Ortsteil Gesundbrunnen und verband die medizinische Betreuung von über 6000 Schulkindern seines Bezirks mit pädagogischen Tätigkeiten. So übernahm er die ärztliche Betreuung eines Erholungslagers für Arbeiterkinder und leitete Jugendweihekurse. Im Sommer 1931 war Georg Benjamin leitender Kinderarzt in einem Kinderlager sowjetischer Kinder in Heringsdorf (Usedom). Ein Bericht des zuständigen Polizeipräsidenten der Stadt Stettin nennt das Missfallen der Ortseinwohner über nackt herumlaufende, ruhestörende Kinder, Propagandaplakate und die Befürchtung, im Kinderheim würden „bolschewistische Geheimsitzungen mit deutschen Kommunisten abgehalten“.
Als im Sozialistischen Ärztebund organisierter Arzt beteiligte sich Benjamin ab 1922 am Aufbau des Proletarischen Gesundheitsdienstes, bald auch als dessen 2. Vorsitzender. In dieser Position betrieb er die Wiedereingliederung dieser oppositionellen Gruppierung in den Arbeiter-Samariter-Bund, aus dem er zeitweise ausgeschlossen wurde. Nach der Selbstauflösung des Proletarischen Gesundheitsdienstes im Jahr 1926 engagierte sich Benjamin in der linken Opposition gegen die Leitung des Arbeiter-Samariter-Bunds und gab dessen Zeitschrift Der oppositionelle Arbeiter-Samariter heraus. Daneben arbeitete er für die Internationale Arbeiterhilfe. Wissenschaftlich und sozialpolitisch widmete er sich den Themen Kinderarbeit, Kinderfürsorge und -Ernährung sowie Abtreibung. Nachdem er 1931 vom sozialdemokratischen Bezirksbürgermeister gemaßregelt und aus dem öffentlichen Dienst entlassen worden war, begann er eine ärztliche Tätigkeit an der sowjetischen Botschaft in Berlin und eröffnete eine Privatpraxis in der Nähe seiner Wohnung im Wedding.
Politisch aktiv wurde Benjamin ab 1920 zunächst in der USPD und ab 1922 in der KPD. 1929 wurde er als Abgeordneter in die Bezirksverordnetenversammlung Wedding gewählt und bei den Wahlen im März 1933 wiedergewählt. Danach arbeitete er in der Bezirksleitung der illegalen KPD. Wegen dieser Tätigkeit wurde er am 12. April 1933 in „Schutzhaft“ gestellt, kam nach der Untersuchungshaft Ende April in die Strafanstalt Plötzensee und im September in das neue KZ Sonnenburg, aus dem er im Dezember 1933 entlassen wurde. Er wurde jedoch mit Berufsverbot belegt und aus der Kassenärztlichen Vereinigung und der Ärztekammer ausgeschlossen. Nach seiner Entlassung war er Mitarbeiter der illegalen Bezirksleitung Berlin-Brandenburg der KPD. Er schrieb Berichte über die Situation der Arbeiter in Berliner Großbetrieben und übersetzte Artikel aus französischen, englischen und russischen Zeitungen für die Zirkulation in deutschen Widerstandskreisen, darunter für den internen Gebrauch seiner Partei 1936, vor der erneuten Verhaftung, einen Artikel Georgi Dimitroffs aus der Prawda. Seine politische Betätigung führte zu einer erneuten Verhaftung am 14. Mai 1936 und zur Einlieferung in das KZ Columbia in Berlin, anschließend zur Untersuchungshaft im Gefängnis Moabit und nach seiner Verurteilung wegen „Vorbereitung zum Hochverrat“, im Oktober 1936, zu einer sechsjährigen Zuchthausstrafe, die er im Zuchthaus Brandenburg-Görden verbrachte. Dort betraf ihn die immer stärker diskriminierende Benachteiligung jüdischer unter den politischen Häftlingen. Nach Verbüßen dieser Haft stellte der abschließende Führungsbericht des Zuchthauses fest: „Die verbüßte Strafe hat den Juden in keiner Weise beeinflußt. Seine politische Einstellung muß auch jetzt noch negativ bewertet werden.“ Von dort kam er zunächst ins Arbeitslager Wuhlheide bei Berlin und wurde dann ins KZ Mauthausen verbracht, wo er im August 1942 kurze Zeit nach Einlieferung ums Leben kam. Die Überstellung ins KZ Mauthausen kam einem Todesurteil gleich. Im Transportbefehl der Gestapo war ausdrücklich vermerkt, eine Rückkehr des Kommunisten und Juden sei unerwünscht. Die Totenliste des Lagers gibt als Todesursache „Freitod durch Starkstrom“ an. Ähnlich spricht die Mitteilung der Kommandantur des KZ Mauthausen an die Witwe vom „Selbstmord durch Berühren der Starkstromleitung“, während die Sterbeurkunde nur erwähnt, der „Arzt Israel Georg Benjamin“ sei am 26. August 1942 um 1.30 nachts verstorben. Hilde Spiel schreibt dagegen in ihrer Autobiografie, dass Benjamin erschlagen worden sei. Benjamins Grab befindet sich auf dem Wilmersdorfer Waldfriedhof Stahnsdorf im Feld B I-W II-6.

## Familie

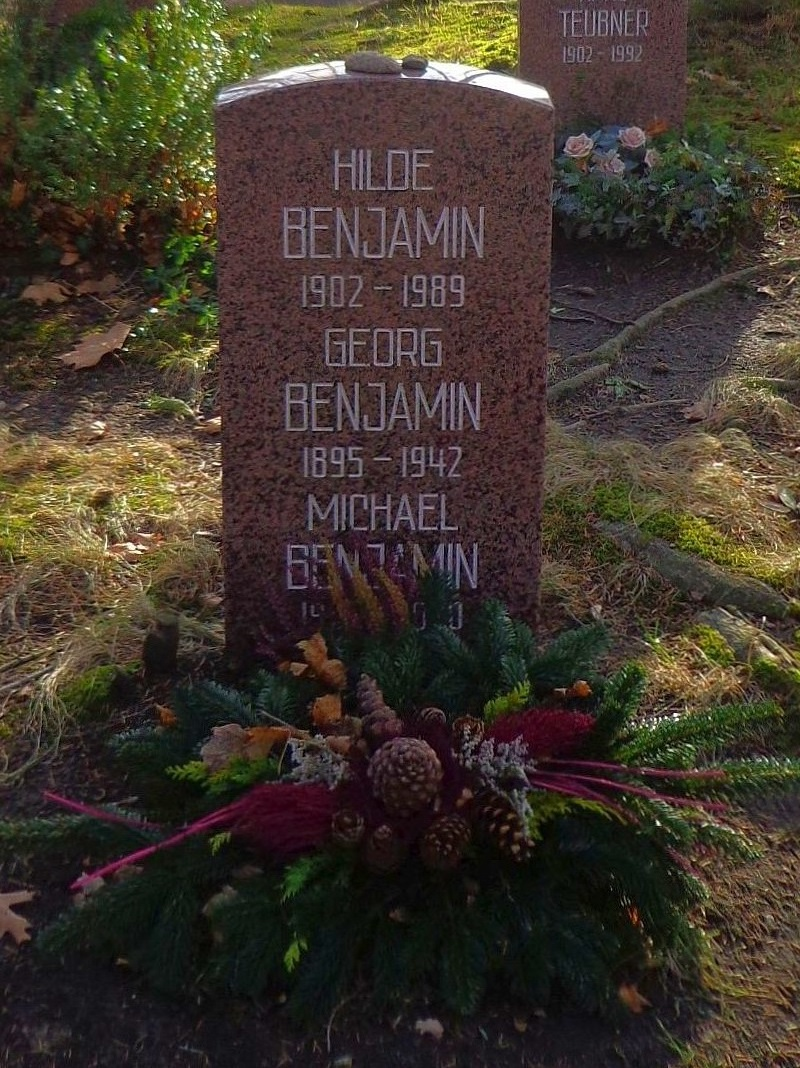
Inschrift für Georg Benjamin am Grabstein seiner Frau und seines Sohnes in der Grabanlage Pergolenweg des Berliner Zentralfriedhofs Friedrichsfelde

Georg Benjamin kam aus einer liberalen großbürgerlichen Familie, in der die junge Generation politisch bewusst und teilweise auch politisch aktiv wurde. Dies galt am radikalsten für ihn selbst, seit er seinen Wohnort vom Elternhaus im Grunewald in proletarisch geprägte Gebiete Berlin-Friedrichshains und schließlich dauerhaft Berlin-Weddings, vor seiner Verhaftung 1933 auch kurzzeitig nach Berlin-Pankow, verlegte. Hier zog er vom Ledigenheim Berlin-Wedding 1923 in eine kleine Wohnung in der Nazarethkirchstraße, nach der Heirat 1926 in eine geräumige Wohnung in der Neubausiedlung von Bruno Taut am Schillerpark, wo er mit seiner Ehefrau in einer Straßenzelle der KPD arbeitete. 1931 bezogen beide eine Wohnung an den sogenannten Pankehallen der Tresorfabrik Ade-Arnheim in der Badstraße am Gesundbrunnen. Georg Benjamins Bruder war der Philosoph Walter Benjamin, der zwar keiner Partei angehörte, aber seit den 1920er-Jahren mit dem Kommunismus sympathisierte. Walter Benjamin wurde von Freunden des Öfteren die politische Betätigung seines Bruders als Vorbild vorgehalten, so etwa von der lettischen Aktivistin Asja Lacis. Die Brüder verband ein lebenslanges Interesse an Denkaufgaben und dem Schachspiel.
Seine Ehefrau Hilde Benjamin war Anwältin. Sie war wie er in der KPD tätig und daneben für die Rote Hilfe der KPD aktiv. Als Vizepräsidentin des Obersten Gerichts der DDR war sie für viele Schauprozesse und Todesurteile verantwortlich, ab 1953 war sie Justizministerin der DDR.
Georgs Sohn Michael wurde 1932 geboren, war nach den Rassengesetzen „Halbjude“ und wurde deshalb bis 1945 diskriminiert. Er war an der Akademie für Staat und Recht in Potsdam wissenschaftlich tätig und wurde nach 1990 als Repräsentant der Kommunistischen Plattform in der PDS und bis zu seinem Tod (2000) bekannt.
Eine Cousine war die Dichterin Gertrud Kolmar, die auch nach Benjamins Inhaftierung engen Kontakt zur Familie unterhielt. Sie wurde 1943 als Jüdin umgebracht.
Die Schwester von Walter und Georg, Dora Benjamin, arbeitete in verschiedenen Bereichen der Berliner Sozialfürsorge, ging 1933 ins Exil und starb mit fünfundvierzig Jahren 1946 in der Schweiz. Die Ehefrau von Walter Benjamin, die ebenfalls Dora hieß, wurde durch den veröffentlichten Briefwechsel des Philosophen bekannt.

## Darstellung Benjamins in der bildenden Kunst
- Margret Middell: Porträt Dr. Georg Benjamin (1966, Porträtbüste, Bronze)[22]
- Heinz Mamat: Porträtplastik Dr. Georg Benjamin (1985, Bronze) auf dem Gelände der LEAG in Jänschwalde

## Ehrungen

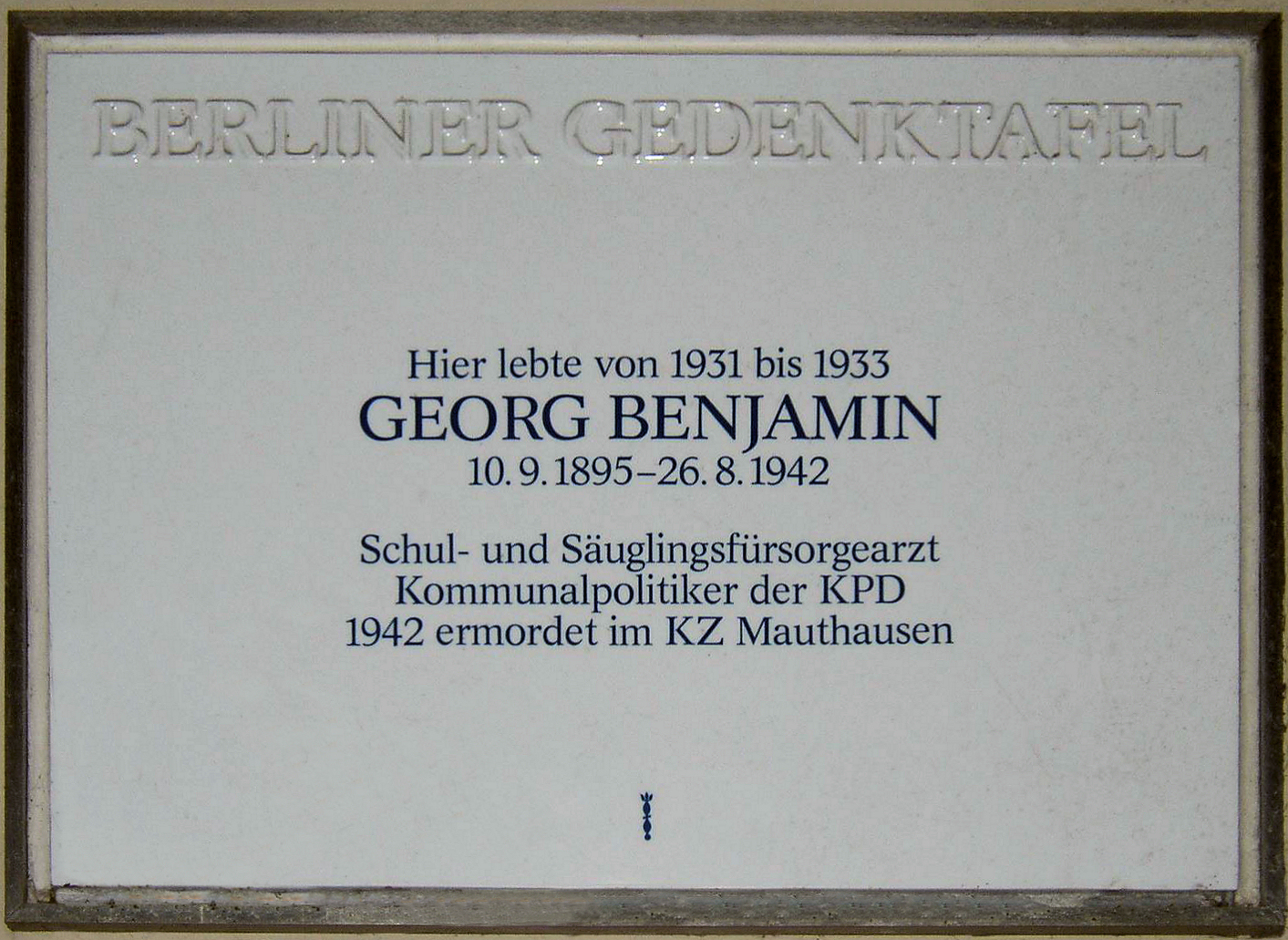
Berliner Gedenktafel in Berlin-Gesundbrunnen (Badstraße 40)

In Berlin erinnern zwei Gedenktafeln an die Stätten seines Wirkens:
- Badstraße 40, Berlin-Gesundbrunnen (ehemals Bezirk Wedding)
- Binzstraße 50, Berlin-Pankow

In Berlin-Staaken, Schulstr. 13, ehrt ihn auf dem Gelände des ehemaligen Kreiskrankenhauses Nauen Dr. Georg Benjamin ein Gedenkstein.
Benjamins Name ist in der Gedenkstätte der Sozialisten in Berlin-Friedrichsfelde als Mitglied des antifaschistischen Widerstands aufgeführt.
Bis 1992 trug eine Schule für Körperbehinderte in Berlin-Lichtenberg, die nun Carl-von-Linné-Schule heißt, Benjamins Namen. Eine an dieser Spezialschule angebrachte Tafel ist entfernt worden.
Eine im Sommer 1951 am Weddinger Nettelbeckplatz aufgestellte Gedenktafel für „Hingerichtete und ermordete Weddinger Antifaschisten“, die Georg Benjamins Namen enthielt, wurde bald von Unbekannten entfernt.
Das NVA-Kurheim Sorge (Harz) (ehemalige Johanniter-Heilstätte Sorge) trug bis 1989 ebenso seinen Namen wie das Kreiskrankenhaus in Staaken-West in der DDR.
Die Akademie der Gesundheit Berlin/Brandenburg e. V. in Berlin-Buch hieß von 1974 bis 1990 „Medizinische Fachschule Dr. Georg Benjamin“.
Das Bergarbeiterkrankenhaus des Gesundheitswesens der SDAG Wismut in Erlabrunn/Erzgebirge, heute „Kliniken Erlabrunn gGmbH“, trug bis 1992 den Namen „Bergarbeiterkrankenhaus Dr. Georg Benjamin“.
Im Jahr 1974 wurde die neu angelegte Georg-Benjamin-Straße in Berlin-Buch nach ihm benannt. Auch in Schwerin befindet sich eine Dr.-Georg-Benjamin-Straße.

## Zeitschriftenbeiträge (Auswahl)
- Der sozialistische Arzt. Vierteljahreszeitschrift des „Vereins sozialistischer Ärzte“.
  - Ausbau der Schulhygiene. Band II (1926), Heft 4 (Dezember), S. 13–17; Textarchiv – Internet Archive.
  - Leitsätze zum Ausbau der Sozialhygiene. Band III (1928), Heft 4 (April), S. 18 f.; Textarchiv – Internet Archive.
  - Die gesundheitlichen Verhältnisse des deutschen Volkes im Jahre 1926. Band III (1928), Heft 4 (April), S. 32–34; Textarchiv – Internet Archive.
  - Das „unpolitische“ Deutsche Ärzteblatt. Band VIII (1932), Heft 11–12 (November–Dezember), S. 175 f.; Textarchiv – Internet Archive.
- Schriften in: Irina Winter: Georg Benjamin – Arzt und Kommunist. VEB Volk und Gesundheit, Berlin 1962:
  - Sozialhygienische und gesundheitspolitische Fragen. S. 57–97.
  - Zu Fragen der Kinderarbeit in Deutschland. S. 99–119.
  - Schulhygiene. S. 121–143.
  - Gewerbehygiene, S. 145–182.